# 4x4 Hummer
4x4 Hummer (Полный привод 2: Hummer en Rusia y Geländewagen-Simulator 2009 en Alemania) es un videojuego de carreras todoterreno desarrollado por Avalon Style Entertainment y publicado por 1C Company para Microsoft Windows. A diferencia de la primera parte, en la que el jugador solo podía conducir automóviles de la marca UAZ, desde el principio, se tomó un curso para crear un juego con SUV fabricados por otras empresas.

## Jugabilidad
UAZ pasa el testigo a los SUV Hummer, así como a otros automóviles General Motors. Esta vez, puedes experimentar los famosos Jeeps en las duras condiciones climáticas de cinco regiones difíciles, compitiendo con rivales. El arsenal del conductor tiene todo lo que necesitas para conquistar el todoterreno, un sistema avanzado de tuning externo y varias cientos de opciones para piezas y repuestos.

## Características
- Toda la gama de jeeps modernos de General Motors: Hummer, Cadillac, Chevrolet, Saab y GMC;
- Carreras todoterreno alrededor del mundo desde las Montañas de Crimea hasta el desierto Nevada;
- Más de 35 competiciones con oponentes en varias disciplinas - trial, trofeo, sprint, orientación;
- Cientos de piezas y opciones de repuestos, equipo todoterreno: cabrestante, marcha baja, bloqueo, GPS, ajuste de presión de neumáticos;
- Configuraciones externas realistas, kengurins, baúles, snorkels, protección de faros y vidrios, extensiones de arco, umbrales y nodos del sistema: frenos, resortes, suspensiones;
- La influencia de las condiciones meteorológicas en el paso de la ruta.

## Ubicaciones de campeonatos en el juego
- Crimea
- Islandia
- Egipto
- Nevada
- Michigan

## Tipos de carrera
- Prueba de Jeep
- Incursión de trofeos
- Carrera todoterreno
- Carrera nocturna
- Orientación
- Orientación nocturna